# Zhangjiawan Shuiku
Zhangjiawan Shuiku är en reservoar i Kina. Den ligger i provinsen Anhui, i den östra delen av landet, omkring 210 kilometer sydost om provinshuvudstaden Hefei. Zhangjiawan Shuiku ligger 39 meter över havet. Arean är 0,54 kvadratkilometer. I omgivningarna runt Zhangjiawan Shuiku växer i huvudsak blandskog. Den sträcker sig 0,8 kilometer i nord-sydlig riktning, och 1,5 kilometer i öst-västlig riktning.
Genomsnittlig årsnederbörd är 2 012 millimeter. Den regnigaste månaden är augusti, med i genomsnitt 315 mm nederbörd, och den torraste är januari, med 72 mm nederbörd.